# 특급작전
특급작전은 1993년 10월 11일부터 2003년 10월 19일까지 10년간 MBC 표준FM에서 매일 저녁 6시 5분부터 밤 8시까지 방송했던 퇴근길 라디오 프로그램이다.

## 역대 DJ
- 1993년 10월 11일 ~ 1994년 4월 3일 : 이무송, 노사연
- 1994년 4월 4일 ~ 1995년 10월 8일 : 전유성, 정원관
- 1995년 10월 9일 ~ 2000년 10월 1일 : 김흥국, 박미선
- 2000년 10월 2일 ~ 2002년 9월 30일 : 김흥국, 정선희
- 2002년 10월 1일 ~ 2003년 10월 19일 : 이상운, 금보라

## 지역별 자체 방송
| 프로그램         | 방송지역                             | 방송국  | 주파수                                          | 가청권역 |
| ---------------- | ------------------------------------ | ------- | ----------------------------------------------- | --- |
| 대전MBC 특급작전 | 대전광역시, 충청남도, 세종특별자치시 | 대전MBC | FM 92.5MHz, FM 91.3MHz, AM 765kHz               | 대전광역시, 세종특별자치시, 공주시, 논산시, 계룡시, 금산군, 천안시, 아산시, 당진시, 서산시, 태안군, 홍성군, 예산군, 보은군, 옥천군, 영동군 지역 |
| MBC충북 특급작전 | 충청북도, 세종특별자치시             | MBC충북 | FM 107.1MHz, FM 96.1MHz, FM 94.7MHz, FM 94.1MHz | 청주시, 세종특별자치시, 진천군, 증평군, 보은군, 옥천군, 영동군, 음성군, 충주시, 괴산군, 제천시, 단양군 지역                                     |
| 대구MBC 특급작전 | 대구광역시, 경상북도                 | 대구MBC | FM 96.5MHz, FM 98.7MHz, FM 100.3MHz, AM 810kHz  | 대구광역시, 경상북도 |

※ 2003년 10월 19일에 MBC 본사에서 방송된 "특급작전"이 폐지된 이후 2003년 10월 20일부터는 지역국에서 자체 제작으로 방송된 "특급작전"만을 방송했지만, 2014년 11월 14일에 대전MBC에서 방송된 "대전MBC 특급작전"이 먼저 폐지되고, 이후 2019년 3월 29일에 MBC충북에서 방송된 "MBC충북 특급작전"이 폐지되고, 마지막으로 2020년 10월 4일에 대구MBC에서 방송된 "대구MBC 특급작전"까지 폐지되면서 "특급작전"은 수도권 프로그램과 지역국 자체 프로그램을 통틀어서 완전히 폐지되었다.

## 수상 경력
- 1996년 MBC 연기대상 라디오 부문 남자 우수상 김흥국
- 1996년 MBC 연기대상 라디오 부문 여자 우수상 박미선
- 1999년 MBC 연기대상 라디오 부문 최우수상 김흥국, 박미선
- 2001년 MBC 연기대상 라디오 여자 진행자 부문 우수상 정선희